# Белочел дъждосвирец
Белочел дъждосвирец (Charadrius marginatus) е вид птица от семейство Charadriidae.

## Разпространение
Видът е разпространен в Ангола, Бенин, Ботсвана, Буркина Фасо, Бурунди, Габон, Гамбия, Гана, Гвинея, Гвинея-Бисау, Екваториална Гвинея, Еритрея, Етиопия, Замбия, Зимбабве, Камерун, Коморските острови, Република Конго, Демократична република Конго, Кот д'Ивоар, Кения, Либерия, Мадагаскар, Малави, Мали, Мавритания, Мозамбик, Намибия, Нигер, Нигерия, Руанда, Сао Томе и Принсипи, Сенегал, Сиера Леоне, Сомалия, Танзания, Того, Уганда, Централноафриканската република, Чад и Южна Африка.